# Rodger Kamenetz

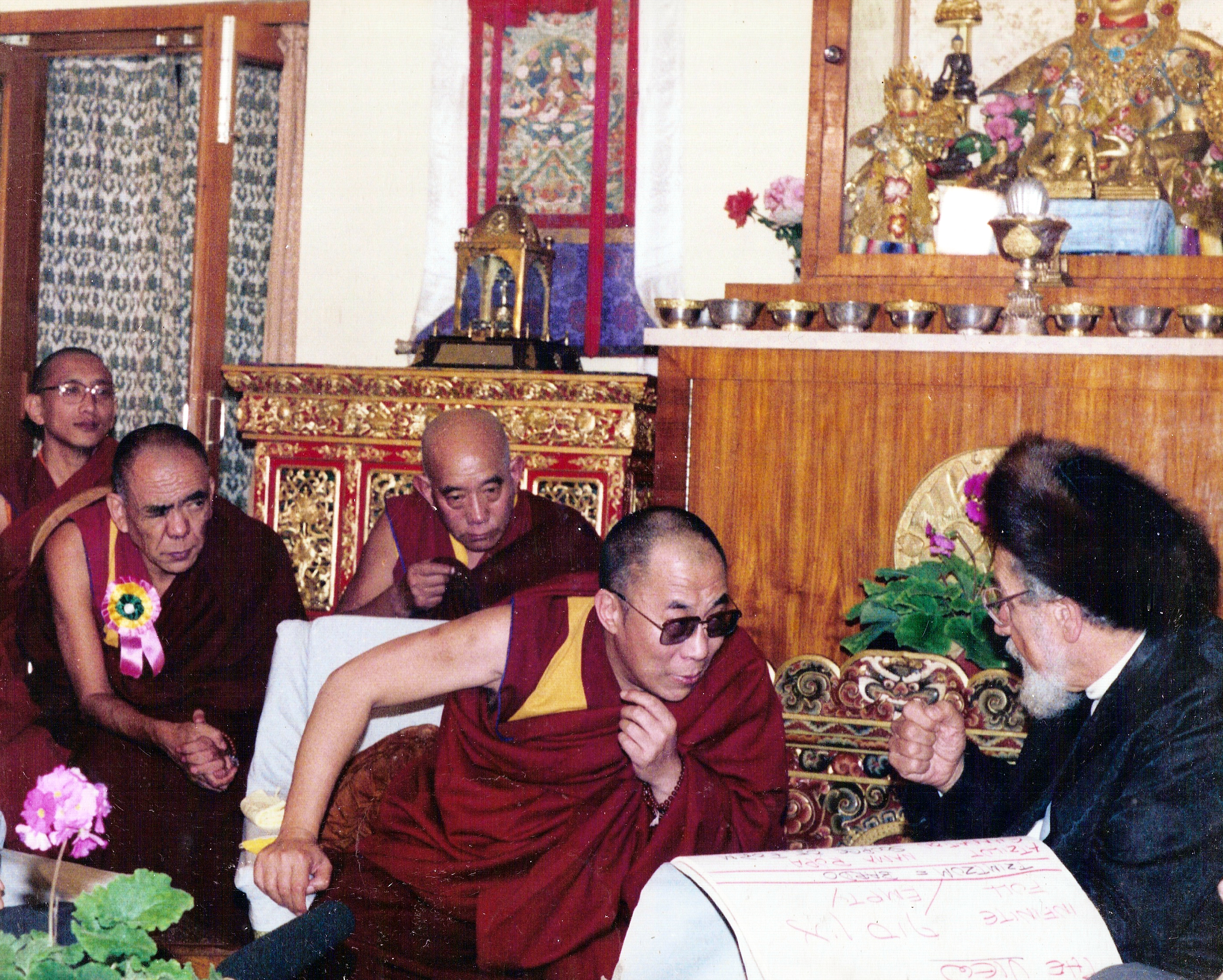
Le 14e dalaï-lama et le rabbin Zalman Schachter-Shalomi lors du dialogue judéo-bouddhiste à Dharamsala en Inde, le 25 octobre 1990. Karma Gelek Yuthok est en arrière plan.

Rodger Kamenetz, né en 1950, est un écrivain américain   et le directeur du département des Études juives de l'université d'État de Louisiane. Son ouvrage Le Juif dans le Lotus fut un best-seller aux États-Unis.

## Ouvrages
- The Missing Jew (Dryad Press/Tropos Press, 1979) poetry.
- Nympholepsy (Dryad Press, 1985) poetry.
- Terra Infirma (U. of Arkansas Press, 1985) non-fiction.
- The Missing Jew: New and Selected Poems (Time Being Books, 1991) poetry.
- The Jew in the Lotus (Harper San Francisco, 1994) non-fiction.
- Stuck: Poems Midlife (Time Being Books, 1997) poetry
- Stalking Elijah (Harper San Francisco, 1997) non-fiction.
- Terra Infirma: a memoir of my mother's life in mine (Shocken, 1999) non-fiction, reprint.
- The Lowercase Jew (Northwestern, 2003) poetry.
- The Jew in the Lotus (PLUS) with an afterword by the author. (HarperOne, 2007) non-fiction.
- The History of Last Night's Dream (HarperOne, 2007) non-fiction.
- Logique onirique, traduit de l'anglais par Sabine Huynh, PURH, 2020.